# 2021 PH27
2021 PH27 — навколоземний астероїд групи Атіра. Його виявив американський астроном Скотт Шеппард за допомогою фотокамери DECam Dark Energy Survey в Міжамериканській обсерваторії NOIRLab у Серро Тололо 13 серпня 2021 року. 2021 PH27, станом на 2021 рік, мав найменшу велику піввісь і найкоротший орбітальний період серед усіх відомих астероїдів. Він також мав найбільше значення релятивістського зсуву перигелію, в 1,6 рази більше, ніж Меркурія.

## Відкриття
2021 PH 27 був виявлений астрономом Скоттом Шеппардом за допомогою тепловізора DECam, розробленого Dark Energy Survey, в обсерваторії Серро Тололо в Чилі 13 серпня 2021 року, через два дні після того, як астероїд досяг афелію (найдальша відстань від Сонця). Спостереження проводилися в сутінках для пошуку невідкритих малих планет, розташованих на малих відстанях від Сонця.  Об'єкт був виявлений із видимою зоряною величиною 19 із сонячним подовженням 37 градусів, коли він знаходився на зворотному боці Сонця на відстані від Землі 1,3 а.о. (190 млн км). Для підтвердження близькоземного об'єкта повідомлення про відкриття надіслано Центру малих планет під тимчасовим позначенням v13aug1.  Протягом п'яти днів різні обсерваторії проводили наступні спостереження, включаючи Лас Кампанас, Лас Камбрес, SONEAR та iTelescope. Тоді об'єкт був тимчасово позначений 2021 PH 27 Центром малих планет.
Попередні спостереження за 2021 PH27 були знайдені в архівних зображеннях Dark Energy Survey від 16 липня 2017 року. Ці спостереження були опубліковані Центром малих планет 10 жовтня 2021 року

## Орбіта і класифікація

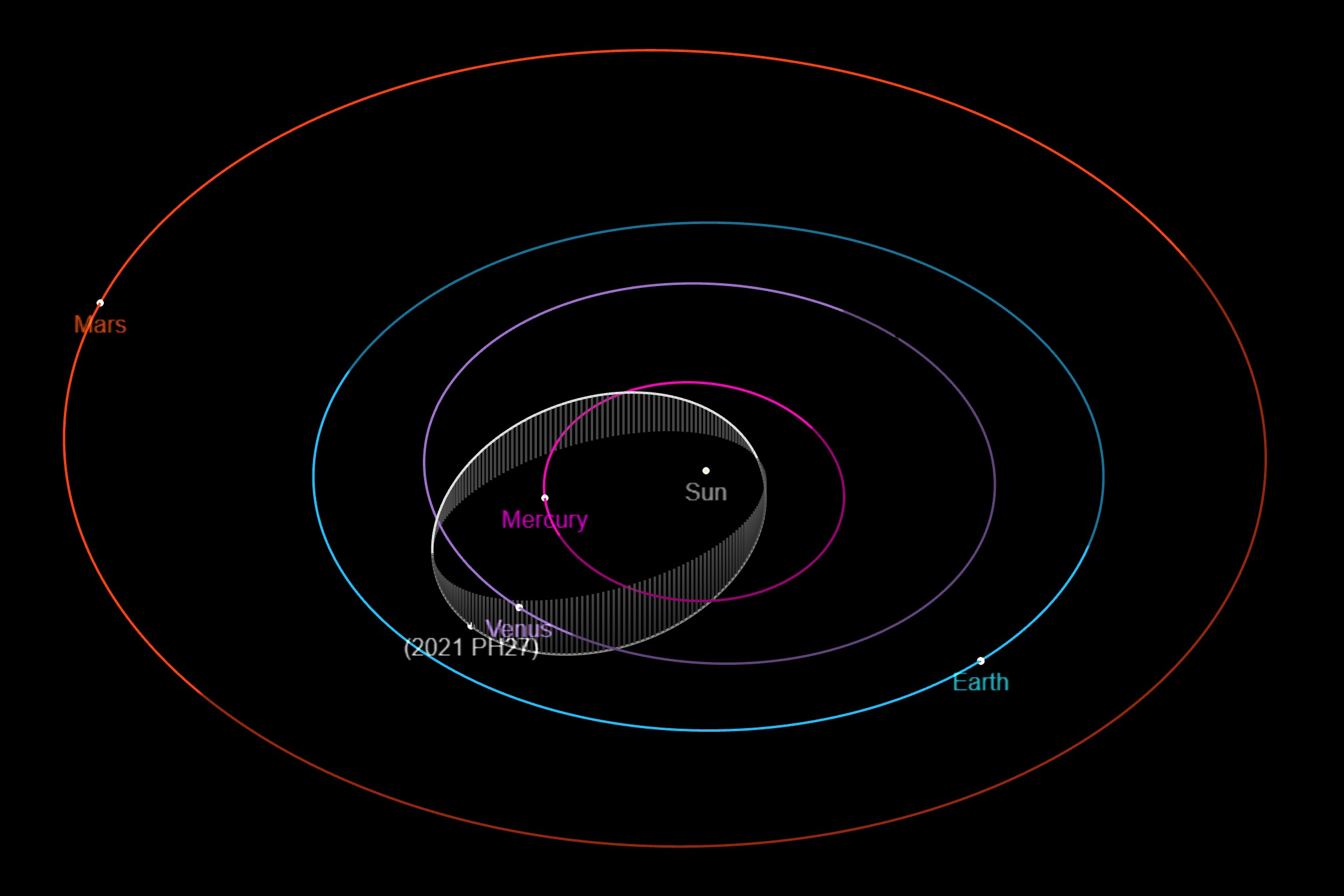
Орбіта 2021PH27 у порівнянні з внутрішніми планетами

2021 PH 27 обертається навколо Сонця на відстані 0,13–0,79  а.о.. Один оберт здійснює за 114 днів (велика піввісь 0,46 а.о.). Його орбіта має ексцентриситет 0,71 і нахил 32 градуси відносно екліптики.  Його класифікують як навколоземний об'єкт (NEO), оскільки його відстань до перигелію менше 1,3 а.о. Він також підпадає під категорію астероїдів Атіри, орбіти яких повністю обмежені орбітою Землі на відстані 1 а.о. від Сонця.  Його орбіта перетинає орбіти Меркурія та Венери, з номінальними мінімальними відстанями перетину орбіт 0,11 а.о. та 0,015 а.о. відповідно.
Станом на 2021 рік, 2021 PH 27 є рекордсменом серед астероїдів щодо найменшої великої піввісі (0,46 а.о.) і найкоротшого періоду обертання (114 днів), витісняючи 2019 LF6 і 2020 AV2 (0,56 а.о. і 145 днів). Для порівняння, Меркурій має велику піввісь 0,39 а.о. і орбітальний період 88 днів.  Будучи так близько до Сонця, в перигелії астероїд рухається зі швидкістю 106 км/с (240 000 миль/год).  Релятивістський зсув перигелію цього об'єкта в 1,6 рази більше, ніж Меркурія, що становить 42,9 кутових секунди на століття.